# 戦車闘争 (映画)
『戦車闘争』（せんしゃとうそう）は、2020年製作・公開の辻豊史監督の日本映画。副題は『SAGAMIHARA,YOKOHAMA 1972-20XX』。プロデューサーの小池和洋が企画、調査を行い、54人の証言者を集め、インタビューした。1972年、神奈川県相模原市から横浜市にかけて起こった戦車搬出阻止闘争に関する政治ドキュメンタリーである。

## 概要
1972年の政治闘争・戦車搬出阻止闘争に参加した一般市民をはじめ、当時、運動を阻んだ機動隊（警察官）、米軍から依頼されて搬出を行った日本の輸送業者、また、運動の中心となった相模原・西門交差点付近の地元商店の人々などにインタビューを行い、戦車闘争という事象をどのように捉え得るかについて、政治評論家、研究者、歴史家、ジャーナリスト、政治家、政治家秘書、作家などに意見を求めた。当時に撮影された8ミリフィルムの映像をはじめ、写真、新聞記事、図表、イラスト、テロップなどが使用されている。情報集めは、本作の構想を数年に亘り温め、入念に準備を重ねて来たプロデューサー小池和洋が、居住している相模原市の人脈や地の利を活かしたことで実現した。ナレーターの泉谷しげるも、映画に登場し、当時の相模原や新宿フォークゲリラの様子などを語っている。
事象の分析にあてられた映画後半では、闘争が起こった背景となる米軍基地問題にメスを入れており、たとえば「日本はアメリカの不沈空母である」（栗田尚弥）とか、「日本はアメリカの軍事部品であり、軍事部品であることが憲法九条の平和である」（伊勢﨑賢治）など、さまざまな立場の研究者の証言が続く。

## 評価
伊勢崎賢治は、日米地位協定とジブチを取り上げた点を評価したが、日ジブチ協定を扱わなかった点を批判した。仮に、日本の自衛隊がジブチでミサイル誤発射などで業務上過失致死を起こした場合、日ジブチ協定により自衛隊員は日本国法で裁かれることになっているが、日本の法体系では、自衛官が国外で引き起こした罪は管轄外となる。この法の空白は、非人道的であり、このような異常なことをしているのは世界で日本だけであると語った。
マエキタミヤコは、「きわどい内容なのに、ほのぼのした不思議なテイスト」と評し、「リズミックな編集、BGMにトボけたピアノ、超絶技巧のドラム、引き伸ばされたような音のギター」を使用したことに特色を指摘した。また、通常は隠されるべき照明やマイク、カメラ、インタビュアなどが平気で画面に映り込むマルチカメラの撮影方法などを「隙があり、フレームが溶けている」と評した。

## スタッフ
- ナレーター - 泉谷しげる
- 監督 - 辻豊史
- 企画・プロデューサー - 小池和洋
- プロデューサー - 金子尚樹
- インタビュアー・取材者コーディネート - 小池和洋
- 撮影・照明・録音 - 辻豊史
- 録音 - 廣木邦人、古賀陽大
- 構成・編集・カラコレ - 辻豊史
- 整音 - Bias Technologist
- スタジオエンジニア - 藤林繁
- 音楽 - 金澤美也子(p)、植村昌弘(dr)、井筒好治(g)
- 音楽協力 - 福山源、澤登祐
- エンディング曲 - テニスコーツ「ニュー・シーズンズ・デッド」
- 写真提供 - 石川文洋、沢田サタ、佐藤美知男、田中アキラ
- タイトル - 古谷悠子
- 協賛 - エクシオジャパン、日本アイエムアイ、相模原演劇鑑賞会、小松けい子
- 提供 - 鈴木紀夫、大沢重人、シネマエンジェル
- バリアフリー版制作 - Palabra
- 助成 - 文化庁文化芸術振興費補助金
- 製作 - 戦車闘争の映画をつくる会、フィルム・クラフト
- 配給・宣伝 - マーメイドフィルム、コピアポア・フィルム
- 宣伝協力 - VALERIA

## 出演者
- 吉岡忍
- 檜鼻達実
- 山田広美
- 賴和太郎
- 山本章子
- 小俣恭志
- 今井晴司
- 渋谷正子
- 栗田尚弥
- 上田忠男
- 西村綾子
- 石川巌
- 沢田政司
- 内田清
- 丸利一
- 菅沼幹夫
- 早川幸男
- 新原昭治

- 野崎泰志
- 杉本憲昭
- 宮原昭夫
- 和田春樹
- 佐伯昌平
- 山口幸夫
- 沼野充義
- 梅林宏道
- 尾中正樹
- 片岡利男
- 松山正一
- 豊嶋康男
- 田辺一男（仮名）
- 新倉裕史
- 浦上裕史
- 出島久子
- 志村英昭
- 溝淵誠之

- 小川祐司
- 小川満
- 林貞三
- 岡田理
- 田中将治
- 宮本皐
- 郡山ルリ子
- 丹治栄三
- 羽田博昭
- 春名幹男
- リラン・バクレー
- ライアン・ホームバーグ
- 福永文夫
- 森田一
- 明田川融
- 金子豊貴男
- 伊勢﨑賢治
- 末浪靖司